# 里奧布拉沃 (蘇奇特佩克斯省)
里奧布拉沃（西班牙語：Río Bravo），是危地馬拉的城鎮，位於該國西南部，由蘇奇特佩克斯省負責管轄，面積22平方公里，海拔高度151米，2002年人口17,304，人口密度每平方公里786.55人。
14°24′N 91°19′W / 14.400°N 91.317°W